# Шестопалов Валентин Микитович
Валентин Микитович Шестопалов (22 вересня 1947, Львів — 22 червня 2013, Київ) — радянський, український актор театру і кіно. Народний артист України (1998).

## Життєпис
Розпочав театральну кар'єру в 11 років.
Закінчив Державний інститут театрального мистецтва ім. Луначарського (Москва) в 1972 році.
Працював в київському Театрі імені Лесі Українки (1974–1982 та 1995–2013).
В 1987 році заснував театр «Актор», до своєї смерті був його художнім керівником.

Могила Валентина Шестопалова, Байкове кладовище

В останні роки хворів, пережив мікроінсульт, який ускладнився внутрішньою кровотечею. Помер 22 червня 2013 року у віці 65 років. Похований в колумбарії Байкового кладовища (ділянка № 12, 50°24′52.97″ пн. ш. 30°30′6.85″ сх. д. / 50.4147139° пн. ш. 30.5019028° сх. д.).

## Ролі у театрі
- 1974 — «Последние дни»
- 1974 — «Храбрый портняжка»
- 1975 — «Интервью в Буэнос-Айресе»
- 1976 — «Как важно быть серьезным»
- 1977 — «Кремлевские куранты»
- 1978 — «Горе от ума»
- 1978 — «Провинциальные анекдоты»
- 1978 — «Отелло»
- 1979 — «Майор, Тоот и другие»
- 1979 — «Руслан и Людмила»
- 1981 — «Молодая хозяйка Нискавуори»
- 1982 — «Предел спокойствия»
- 1995 — «Последний пылко влюблённый»
- 1996 — «Фердинандо»
- 1997 — «Королевские игры»
- 1997 — «Крокодил»
- 1998 — «Кошка на раскаленной крыше»
- 1999 — «Развод по-русски»
- 1999 — «Элитные псы (Хозяева жизни)»
- 2001 — «И всё это было… и всё это будет…»
- 2002 — «Лулу. История куртизанки»
- 2003 — «Сон в летнюю ночь»
- 2004 — «Маскарад»
- 2009 — «Бизнес. Кризис. Любовь… /Top Dogs/»
- 2011 — «Чуть мерцает призрачная сцена… (Юбилей. Юбилей? Юбилей!)»

## Фільмографія
- 1976 — «Ати-бати, йшли солдати…»
- 1978 — «Подпольный обком действует» — німець
- 1983 — «Останній доказ королів» — Мердок полковник, адъютант Джеймса Скотта
- 2002 — «Под крышами большого города» — професор
- 2002 — «Право на захист» — мер
- 2003 — «Европейский конвой» — польський полковник
- 2003 — «Матрешка»
- 2004 — «Пепел Феникса» — генерал Виходцев
- 2004 — «Я тебя люблю» — Павло Йосипович Томсский, театральний режисер
- 2005 — «Золотые парни»
- 2005 — «Исцеление любовью» — Сан Санич
- 2005 — «Косвенные улики» — Сєдов
- 2005 — «Новый русский романс» — Меркович
- 2005 —2006 — «Сестры по крови» — головний лікар
- 2006 — «Ангел из Орли»
- 2006 — «Все включено»
- 2006 — «Городской романс» — лікар
- 2006 — «Первое правило королевы» — Монахов
- 2006 — «Театр обречённых» — Сергій Олександрович Миронов, полковник міліції
- 2007 — «Держи меня крепче» — тренер
- 2007 — «Доходное место» — Аристарх Володимирович Вишневський
- 2007 — «Люблю тебя до смерти» — Валентин Андрійович Кондратьєв
- 2007 — «Надежда как свидетельство жизни» — Ілля Ілліч
- 2007 — «Убить змея» — Степан Савелійович
- 2008 — «Адреналин» — Лев Леонідович, батько Горського
- 2008 — «Городской пейзаж» — Ілля Семенович, викладач
- 2009 — «Як козаки…» — дід в мундирі
- 2009 — «Несколько призрачных дней»
- 2009 — «Похищение Богини» — лікар-хірург
- 2009 — «Право на помилование» — Іван Звягінський, батько Олесі Гербер
- 2009 — «При загадочных обстоятельствах» — отставник
- 2009 — «Кофе по-дьявольски» (фільм 4)
- 2010 — «Брат за брата» — Віктор Чубаров, генерал в Московському УВД
- 2010 — «Маршрут милосердия» — Василь Буланов
- 2010 — «Миллион до неба»
- 2010 — «Платон Ангел» — Крячко, сусід Платона
- 2010 — «Правдива історія про Червоні вітрила» — професор
- 2011 — «Кедр» пронзает небо» — Гувер, директор ФБР
- 2011 — «Танец нашей любви» — Микола
- 2011 — «Ярость» — Сєров, кандидат в мери
- 2011 — «Внештатный сотрудник» (фільм 5)

## Нагороди
- 1998 — Народний артист України
- 2007 —«За заслуги» ІІІ ступеня
- 2011 —«За заслуги» ІІ ступеня